# Málkov (kraj ustecki)
Málkov – gmina w Czechach, w powiecie Chomutov, w kraju usteckim. Według danych z dnia 1 stycznia 2013 liczyła 765 mieszkańców.